# إدوارد جيمس روي
إدوارد جيمس روي (بالإنجليزية: Edward James Roye) (و. 1815 – 1872 م) هو قاض من ليبيريا ولد في نيوارك.

## التعليم
تعلم في جامعة أوهايو.